# Betegség

Albrecht Dürer: Az Apokalipszis négy lovasa, a bibliai jelenet magyarázatai szerint az egyik lovas a betegség, a ragály és a halál allegóriája

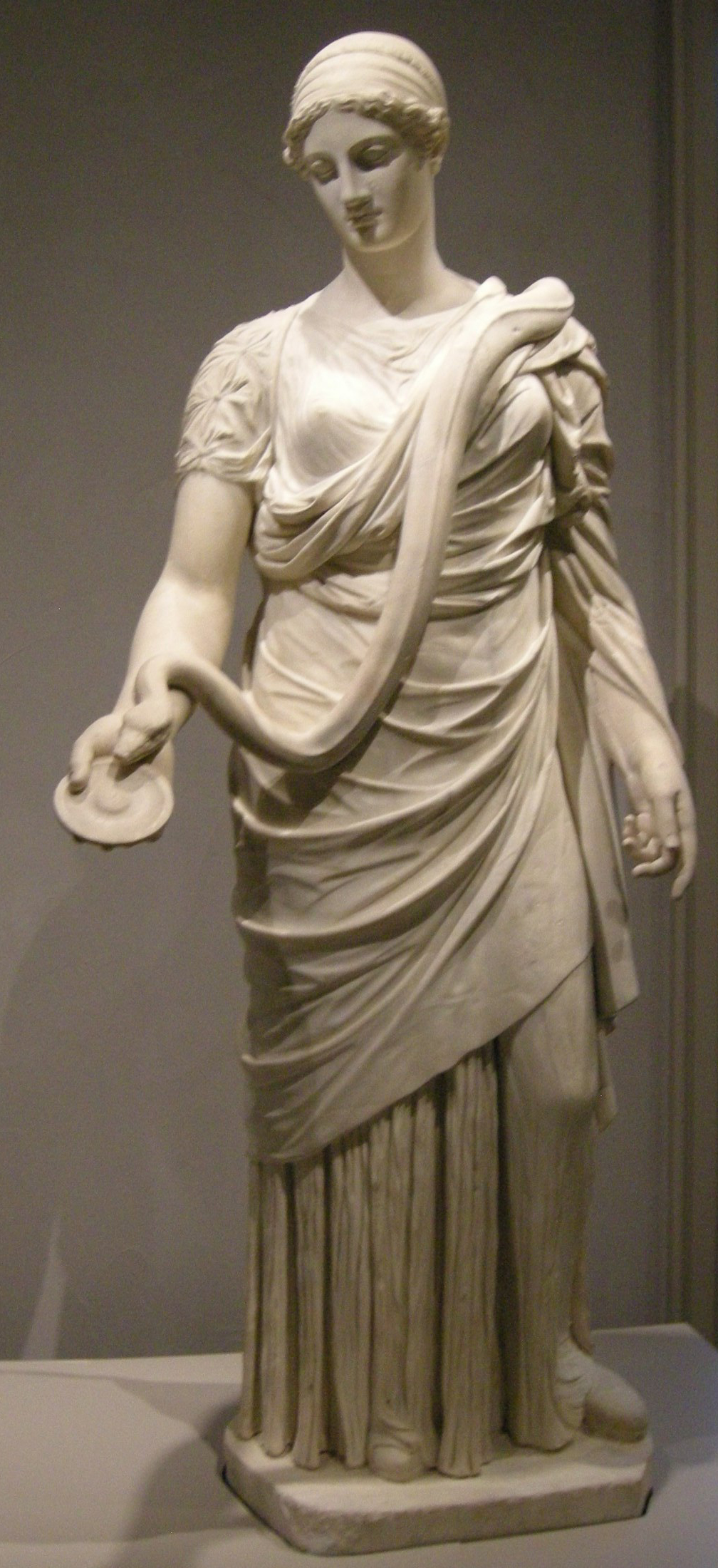
Hügieia, az egészség istennője a görög mitológiában

A betegség az élő szervezet olyan állapota, amelyben az életfolyamatok a normálistól eltérnek. A betegség legegyszerűbben úgy fogalmazható meg, mint az egészség ellentéte. A testi – lelki – szellemi egyensúly felborulása, amely akadályozza a beteg élőlény életfolyamatait, mindennapos tevékenységét és a társadalmi életben való részvételét. A betegség lehet örökletes, szervi eredetű, parazitás vagy sérülésből eredő. Ezenkívül lehet pszichoszomatikus, vagyis lelki eredetű is. A betegségek leküzdésével, illetve a tünetek enyhítésével az orvostudomány foglalkozik.
A pszichológiában néha nehéz megkülönböztetni az (átlagtól való) eltérés, a furcsaság, az elváltozás, a viselkedészavar, illetve a pszichés betegség fogalmát. Egy széles körben elfogadott definíció szerint az egyén csak akkor tekinthető pszichés értelemben betegnek, ha a megvalósított viselkedést egyszerre jellemzi az alábbi négy jellemző:
- deviancia: a megvalósított viselkedés mások számára feltűnést keltő, szokatlan, esetleg érthetetlen
- distressz: a viselkedést produkáló egyén a boldogtalanság, a kellemetlenség érzését tartósan átéli
- diszfunkcionalitás: az egyén képtelenné válik önmaga és társas kapcsolatai fenntartására, a munkavégzésben zavar áll be
- veszélyeztetés: az egyén által megvalósított viselkedés a társadalomra és/vagy magára az egyénre nézve veszélyes

A diagnózisok egyértelmű megadásához 1993-tól a Betegségek nemzetközi osztályozása (BNO) kódot használják, mely 1 betűből és általában 4 db számból áll. Korábban a latin volt az elfogadott nyelv a betegségek megjelölésére, amit jelenleg is alkalmaznak az orvosok, így a világ bármely pontján lévő betegről tudni lehet a betegségét.
Járványos betegségek közvetlen megelőző eszköze a védőoltás.

## Egy definíció
A betegségnek szubjektív és objektív megnyilvánulásai vannak. Szubjektív tünetek, amelyeket a beteg érez (fáradtság, fájdalom, levertség stb.). Az objektív tünetek azok, amelyeket az orvos füllel, kézzel, szemmel érzékel, illetve egyéb (kémiai, mikroszkópos, bakteriológiai stb.) vizsgálómódszerekkel megállapít.
A betegség keletkezésében belső és külső tényezők szerepelnek, e tényezők bizonyos esetekben önállóan, más esetekben együttesen hozzák létre a betegséget, illetve annak tüneteit. A belső (endogén) tényezők egyben megszabják a külső (exogén) tényezők szerepét is. 
A betegségek kialakulásában az életkornak is szerepe van. A csecsemő-és gyermekkorban a táplálkozás hibái idézhetnek elő betegségeket, az öregkorban rendszerint a szív és a keringés betegségei állnak előtérben, a felnőtt-, érett korban pedig gyakoribbak a daganatos betegségek.
Forrás:
Tények könyve – Medicina
ISSN 1418-5253

## Néhány betegség
- Rák
- AIDS
- Parkinson-kór
- influenza
- COVID–19
- Cluster-fejfájás
- Csípőtáji törések
- Veseelégtelenség
- Neurofibromatózis
- Amiotrófiás laterálszklerózis
- Cardialis arrythmia